# Jean-Baptiste Boffinton
Jean-Baptiste Stanislas Boffinton (Bordeaux, 27 agosto 1817 – Arcachon, 11 dicembre 1899) è stato un politico bonapartista francese.

## Biografia
Jean-Baptiste Stanislas Boffinton nacque il 27 agosto 1817 a Bordeaux, in Gironda, ed intraprese successivamente la carriera governativa divenendo prefetto di diversi dipartimenti. 
Dall'11 maggio 1873 al 7 marzo 1876 fu membro dell'Assemblea Nazionale per la costituente del Charente inferieure, sedendo tra le file del movimento dell'Appel au peuple, di ispirazione bonapartista. Fu senatore dal 30 gennaio 1876 al 24 gennaio 1885. Durante la sua campagna elettorale, assieme agli ex deputati Auguste Roy de Loulay e Alfred de Vast-Vimeux siglò una circolare nella quale dichiarò,
Jean-Baptiste Boffinton morì l'11 dicembre 1899 ad Arcachon, Gironda.